# Ugao (gmina Sjenica)
Ugao (cyr. Угао) – wieś w Serbii, w okręgu zlatiborskim, w gminie Sjenica. W 2011 roku liczyła 474 mieszkańców.